# Unione Sportiva Lecce 1978-1979
Questa voce raccoglie le informazioni riguardanti l'Unione Sportiva Lecce nelle competizioni ufficiali della stagione 1978-1979.

## Divise
| Casa | Trasferta |

## Rosa
| N. |                   | Ruolo | Calciatore        |
| -- | ----------------- | ----- | ----------------- |
|    | Italia (bandiera) | P     | Divo Vannucci     |
|    | Italia (bandiera) | P     | Aldo Nardin       |
|    | Italia (bandiera) | D     | Michele Lorusso   |
|    | Italia (bandiera) | D     | Carmelo Miceli    |
|    | Italia (bandiera) | D     | Roberto Bacilieri |
|    | Italia (bandiera) | D     | Alessandro Zagano |
|    | Italia (bandiera) | D     | Ciro Pezzella     |
|    | Italia (bandiera) | D     | Antonio La Palma  |
|    | Italia (bandiera) | D     | Carmelo La Rocca  |
|    | Italia (bandiera) | C     | Guido Biondi      |
|    | Italia (bandiera) | C     | Maurizio Gaiardi  |
|    | Italia (bandiera) | C     | Carlo Sartori     |

| N. |                   | Ruolo | Calciatore             |
| -- | ----------------- | ----- | ---------------------- |
|    | Italia (bandiera) | C     | Ruggero Cannito        |
|    | Italia (bandiera) | C     | Francesco Mileti       |
|    | Italia (bandiera) | C     | Mario Russo            |
|    | Italia (bandiera) | C     | Nello Cianci           |
|    | Italia (bandiera) | C     | Alfredo Giuseppe Spada |
|    | Italia (bandiera) | C     | Claudio Merlo          |
|    | Italia (bandiera) | A     | Ubaldo Biagetti        |
|    | Italia (bandiera) | A     | Sergio Magistrelli     |
|    | Italia (bandiera) | A     | Fortunato Loddi        |
|    | Italia (bandiera) | A     | Paolo Piras            |
|    | Italia (bandiera) | A     | Giorgio Skoglund       |
|    | Italia (bandiera) | A     | Massimo Lupini         |

## Risultati

### Serie B

#### Girone di andata
| 24 settembre 1978 1ª giornata | Lecce | 2 – 1 | Brescia |  |

| 1º ottobre 1978 2ª giornata | Sambenedettese | 0 – 0 | Lecce |  |

| 8 ottobre 1978 3ª giornata | Lecce | 2 – 1 | Bari |  |

| 15 ottobre 1978 4ª giornata | Foggia | 2 – 0 | Lecce |  |

| 22 ottobre 1978 5ª giornata | Cagliari | 5 – 1 | Lecce |  |

| 29 ottobre 1978 6ª giornata | Lecce | 1 – 0 | SPAL |  |

| 5 novembre 1978 7ª giornata | Udinese | 1 – 0 | Lecce |  |

| 12 novembre 1978 8ª giornata | Lecce | 0 – 0 | Taranto |  |

| 19 novembre 1978 9ª giornata | Lecce | 0 – 0 | Pistoiese |  |

| 26 novembre 1978 10ª giornata | Rimini | 0 – 0 | Lecce |  |

| 3 dicembre 1978 11ª giornata | Lecce | 2 – 2 | Pescara |  |

| 10 dicembre 1978 12ª giornata | Sampdoria | 0 – 0 | Lecce |  |

| 17 dicembre 1978 13ª giornata | Lecce | 0 – 0 | Ternana |  |

| 7 gennaio 1979 14ª giornata | Lecce | 2 – 1 | Genoa |  |

| 14 gennaio 1979 15ª giornata | Palermo | 0 – 0 | Lecce |  |

| 21 gennaio 1979 16ª giornata | Lecce | 2 – 1 | Nocerina |  |

| 28 gennaio 1979 17ª giornata | Cesena | 0 – 1 | Lecce |  |

| 4 febbraio 1979 18ª giornata | Lecce | 0 – 0 | Monza |  |

| 11 febbraio 1979 19ª giornata | Varese | 1 – 1 | Lecce |  |

#### Girone di ritorno
| 18 febbraio 1979 20ª giornata | Brescia | 3 – 1 | Lecce |  |

| 25 febbraio 1979 21ª giornata | Lecce | 2 – 0 | Sambenedettese |  |

| 4 marzo 1979 22ª giornata | Bari | 2 – 2 | Lecce |  |

| 11 marzo 1979 23ª giornata | Lecce | 1 – 0 | Foggia |  |

| 18 marzo 1979 24ª giornata | Lecce | 2 – 1 | Cagliari |  |

| 25 marzo 1979 25ª giornata | SPAL | 2 – 0 | Lecce |  |

| 1º aprile 1979 26ª giornata | Lecce | 1 – 0 | Udinese |  |

| 8 aprile 1979 27ª giornata | Taranto | 1 – 1 | Lecce |  |

| 14 aprile 1979 28ª giornata | Pistoiese | 1 – 1 | Lecce |  |

| 22 aprile 1979 29ª giornata | Lecce | 1 – 0 | Rimini |  |

| 29 aprile 1979 30ª giornata | Pescara | 1 – 0 | Lecce |  |

| 6 maggio 1979 31ª giornata | Lecce | 1 – 2 | Sampdoria |  |

| 13 maggio 1979 32ª giornata | Ternana | 1 – 0 | Lecce |  |

| 20 maggio 1979 33ª giornata | Genoa | 1 – 1 | Lecce |  |

| 27 maggio 1979 34ª giornata | Lecce | 0 – 2 | Palermo |  |

| 3 giugno 1979 35ª giornata | Nocerina | 0 – 0 | Lecce |  |

| 10 giugno 1979 36ª giornata | Lecce | 2 – 0 | Cesena |  |

| 17 giugno 1979 37ª giornata | Monza | 0 – 1 | Lecce |  |

| 24 giugno 1979 38ª giornata | Lecce | 2 – 1 | Varese |  |

## Statistiche

### Statistiche di squadra
| Competizione | Punti | In casa | In casa | In casa | In casa | In casa | In casa | In trasferta | In trasferta | In trasferta | In trasferta | In trasferta | In trasferta | Totale | Totale | Totale | Totale | Totale | Totale | DR |
| Competizione | Punti | G       | V       | N       | P       | Gf      | Gs      | G            | V            | N            | P            | Gf           | Gs           | G      | V      | N      | P      | Gf     | Gs     | DR |
| ------------ | ----- | ------- | ------- | ------- | ------- | ------- | ------- | ------------ | ------------ | ------------ | ------------ | ------------ | ------------ | ------ | ------ | ------ | ------ | ------ | ------ | -- |
| Serie B      | 43    | 19      | 12      | 5       | 2       | 23      | 12      | 19           | 2            | 10           | 7            | 10           | 21           | 38     | 14     | 15     | 9      | 33     | 33     | 0  |
| Coppa Italia | 2     | 2       | 1       | 0       | 1       | 3       | 3       | 2            | 0            | 0            | 2            | 1            | 4            | 4      | 1      | 0      | 3      | 4      | 7      | -3 |
| Totale       |       | 21      | 13      | 5       | 3       | 26      | 15      | 21           | 2            | 10           | 9            | 11           | 25           | 42     | 15     | 15     | 12     | 37     | 40     | -3 |

### Statistiche dei giocatori
| Giocatore      | Serie B  | Serie B | Serie B     | Serie B    | Coppa Italia | Coppa Italia | Coppa Italia | Coppa Italia | Totale   | Totale | Totale      | Totale     |
| Giocatore      | Presenze | Reti    | Ammonizioni | Espulsioni | Presenze     | Reti         | Ammonizioni  | Espulsioni   | Presenze | Reti   | Ammonizioni | Espulsioni |
| -------------- | -------- | ------- | ----------- | ---------- | ------------ | ------------ | ------------ | ------------ | -------- | ------ | ----------- | ---------- |
| R. Bacilieri   | 7        | 0       | ?           | ?          | ?            | ?            | ?            | ?            | 7+       | 0+     | ?           | ?          |
| G. Biondi      | 20       | 3       | ?           | ?          | ?            | ?            | ?            | ?            | 20+      | 3+     | ?           | ?          |
| R. Cannito     | 28       | 2       | ?           | ?          | ?            | ?            | ?            | ?            | 28+      | 2+     | ?           | ?          |
| N. Cianci      | 8        | 0       | ?           | ?          | ?            | ?            | ?            | ?            | 8+       | 0+     | ?           | ?          |
| M. Gaiardi     | 30       | 1       | ?           | ?          | ?            | ?            | ?            | ?            | 30+      | 1+     | ?           | ?          |
| A. La Palma    | 28       | 0       | ?           | ?          | ?            | ?            | ?            | ?            | 28+      | 0+     | ?           | ?          |
| C. La Rocca    | 1        | 0       | ?           | ?          | ?            | ?            | ?            | ?            | 1+       | 0+     | ?           | ?          |
| F. Loddi       | 20       | 5       | ?           | ?          | ?            | ?            | ?            | ?            | 20+      | 5+     | ?           | ?          |
| M. Lorusso     | 32       | 0       | ?           | ?          | ?            | ?            | ?            | ?            | 32+      | 0+     | ?           | ?          |
| M. Lupini      | 4        | 0       | ?           | ?          | ?            | ?            | ?            | ?            | 4+       | 0+     | ?           | ?          |
| S. Magistrelli | 36       | 8       | ?           | ?          | ?            | ?            | ?            | ?            | 36+      | 8+     | ?           | ?          |
| C. Merlo       | 10       | 1       | ?           | ?          | ?            | ?            | ?            | ?            | 10+      | 1+     | ?           | ?          |
| C. Miceli      | 34       | 1       | ?           | ?          | ?            | ?            | ?            | ?            | 34+      | 1+     | ?           | ?          |
| F. Mileti      | 1        | 0       | ?           | ?          | ?            | ?            | ?            | ?            | 1+       | 0+     | ?           | ?          |
| A. Nardin      | 35       | -32     | ?           | ?          | ?            | ?            | ?            | ?            | 35+      | -32+   | ?           | ?          |
| C. Pezzella    | 37       | 0       | ?           | ?          | ?            | ?            | ?            | ?            | 37+      | 0+     | ?           | ?          |
| P. Piras       | 17       | 7       | ?           | ?          | ?            | ?            | ?            | ?            | 17+      | 7+     | ?           | ?          |
| M. Russo       | 10       | 0       | ?           | ?          | ?            | ?            | ?            | ?            | 10+      | 0+     | ?           | ?          |
| C. Sartori     | 31       | 3       | ?           | ?          | ?            | ?            | ?            | ?            | 31+      | 3+     | ?           | ?          |
| G. Skoglund    | 4        | 0       | ?           | ?          | ?            | ?            | ?            | ?            | 4+       | 0+     | ?           | ?          |
| A. Spada       | 24       | 0       | ?           | ?          | ?            | ?            | ?            | ?            | 24+      | 0+     | ?           | ?          |
| D. Vannucci    | 4        | -1      | ?           | ?          | ?            | ?            | ?            | ?            | 4+       | -1+    | ?           | ?          |
| A. Zagano      | 33       | 0       | ?           | ?          | ?            | ?            | ?            | ?            | 33+      | 0+     | ?           | ?          |